# Josip Pivarić
Josip Pivarić (Zagabria, 30 gennaio 1989) è un ex calciatore croato, di ruolo difensore.

## Caratteristiche tecniche
Gioca come terzino sinistro, e all'occorrenza può essere adattato come esterno mancino di centrocampo.

## Carriera

### Club

#### Prestito alla Lokomotiva e anni alla Dinamo Zagabria
Cresciuto nella Dinamo Zagabria, ha debuttato tra i professionisti nel 2009 con la Lokomotiva Zagabria, squadra in cui ha trascorso 1 anno e mezzo in prestito tornando alla casa base Dinamo Zagabria nel dicembre 2011.
Ha giocato per 6 anni nel club in cui è cresciuto, diventando titolare dalla seconda stagione dopo che nella prima aveva giocato 10 partite su 13 in campionato (in cui ha segnato 3 goal, in ordine nel pareggio esterno per 1-1 contro il Rjeka, partita in cui aveva rimpiazzato al 77º minuto il connazionale Mateo Kovačić, e poi una doppietta nella gara successiva vinta per 4-1 contro l'Istria in cui invece è partito titolare giocando poi tutta la partita), ma senza essere titolare fisso.
Il 16 settembre 2015 segna il goal del provvisorio 1-0 al 24º minuto nella storica vittoria della sua squadra in Champions League contro una squadra prestigiosa contro l'Arsenal per 2-1. Nel gennaio 2016 subisce un grave infortunio ai legamenti che lo costringe a stare fuori per 6 mesi e a saltare quindi gli Europei 2016 in Francia. Torna a giocare il 6 luglio 2016 nella partita amichevole vinta per 1-0 contro il Copenaghen.
Il 9 agosto 2017 lascia dopo 6 anni la Dinamo Zagabria per accasarsi a un'altra Dinamo, quella di Kiev in Ucraina.
Il 1º ottobre 2020 fa ritorno alla Lokomotiva Zagabria, club in cui milita sino al termine della stagione 2022-2023 per poi ritirarsi dal calcio giocato.

### Nazionale
Tra il 2005 e il 2008 ha giocato dall'Under-16 all'Under-20 delle giovanili croate, senza passare per l'Under-21, per poi debuttare con la Nazionale maggiore nel 2013 nell'amichevole vinta per 3-2 contro il Liechtenstein rilevando al 46º minuto il collega di reparto Hrvoje Milić.
Dall'arrivo di Ante Čačić nell'ottobre 2015 è diventato un convocato fisso della selezione slava, pur non venendo convocato a Euro 2016 per via di un infortunio. Tornato dall'infortunio rientra in squadra continua alternandosi con Ivan Strinić sulla fascia sinistra; continua a venire convocato anche dopo l'esonero di Čačić nell'ottobre 2017 con l'arrivo di Zlatko Dalić. Viene poi convocato per i Mondiali 2018 in Russia, dove subentra in 3 occasioni a Strinić (in ottavi, quarti e semifinali), oltre ad avere giocato titolare nella sfida vinta contro l'Islanda nella fase a gironi. Non gioca invece nella finale in cui la sua squadra viene battuta per 4-2 dalla Francia.

## Statistiche

### Presenze e reti nei club
Statistiche aggiornate al 3 luglio 2020.
| Stagione                   | Squadra                    | Campionato                 | Campionato | Campionato | Coppe nazionali | Coppe nazionali | Coppe nazionali | Coppe internazionali | Coppe internazionali | Coppe internazionali | Altre coppe | Altre coppe | Altre coppe | Totale | Totale |
| Stagione                   | Squadra                    | Comp                       | Pres       | Reti       | Comp            | Pres            | Reti            | Comp                 | Pres                 | Reti                 | Comp        | Pres        | Reti        | Pres   | Reti   |
| -------------------------- | -------------------------- | -------------------------- | ---------- | ---------- | --------------- | --------------- | --------------- | -------------------- | -------------------- | -------------------- | ----------- | ----------- | ----------- | ------ | ------ |
| 2009-2010                  | Lokomotiva Zagabria        | 1. HNL                     | 9          | 0          | CC              | 0               | 0               | -                    | -                    | -                    | -           | -           | -           | 9      | 0      |
| 2010-2011                  | Lokomotiva Zagabria        | 1. HNL                     | 29         | 0          | CC              | 0               | 0               | -                    | -                    | -                    | -           | -           | -           | 29     | 0      |
| lug.-dic. 2011             | Lokomotiva Zagabria        | 1. HNL                     | 16         | 0          | CC              | 0               | 0               | -                    | -                    | -                    | -           | -           | -           | 16     | 0      |
| Totale Lokomotiva Zagabria | Totale Lokomotiva Zagabria | Totale Lokomotiva Zagabria | 54         | 0          |                 | 0               | 0               |                      | -                    | -                    |             | -           | -           | 54     | 0      |
| feb.-mag. 2012             | Dinamo Zagabria            | 1. HNL                     | 10         | 3          | CC              | 5               | 0               | -                    | -                    | -                    | -           | -           | -           | 15     | 3      |
| 2012-2013                  | Dinamo Zagabria            | 1. HNL                     | 28         | 3          | CC              | 1               | 0               | UCL                  | 11                   | 0                    | -           | -           | -           | 40     | 3      |
| 2013-2014                  | Dinamo Zagabria            | 1. HNL                     | 22         | 1          | CC              | 5               | 1               | UCL+UEL              | 5+3                  | 0                    | SC          | 0           | 0           | 35     | 2      |
| 2014-2015                  | Dinamo Zagabria            | 1. HNL                     | 16         | 0          | CC              | 4               | 0               | UCL+UEL              | 2+7                  | 0                    | SC          | 1           | 0           | 30     | 0      |
| 2015-2016                  | Dinamo Zagabria            | 1. HNL                     | 15         | 0          | CC              | 0               | 0               | UCL                  | 11                   | 2                    | -           | -           | -           | 30     | 0      |
| 2016-2017                  | Dinamo Zagabria            | 1. HNL                     | 24         | 1          | CC              | 3               | 0               | UCL                  | 8                    | 0                    | -           | -           | -           | 35     | 1      |
| Totale Dinamo Zagabria     | Totale Dinamo Zagabria     | Totale Dinamo Zagabria     | 115        | 8          |                 | 18              | 1               |                      | 47                   | 2                    |             | 1           | 0           | 181    | 11     |
| ago. 2017-2018             | Dinamo Kiev                | PL                         | 21         | 0          | KU              | 3               | 0               | UEL                  | 8                    | 0                    |             | -           | -           | 32     | 0      |
| 2018-2019                  | Dinamo Kiev                | PL                         | 6          | 0          | KU              | 1               | 0               | UCL+UEL              | 3+2                  | 0                    | SU          | 0           | 0           | 27     | 8      |
| 2019-2020                  | Dinamo Kiev                | PL                         | 2          | 0          | KU              | 1               | 0               | UCL                  | 0                    | 0                    | SU          | 0           | 0           | 3      | 0      |
| Totale Dinamo Kiev         | Totale Dinamo Kiev         | Totale Dinamo Kiev         | 29         | 0          |                 | 5               | 0               |                      | 13                   | 0                    |             | 0           | 0           | 47     | 0      |
| Totale carriera            | Totale carriera            | Totale carriera            | 198        | 8          |                 | 23              | 1               |                      | 60                   | 2                    |             | 1           | 0           | 282    | 11     |

### Cronologia presenze e reti in nazionale
| Cronologia completa delle presenze e delle reti in nazionale ― Croazia | Cronologia completa delle presenze e delle reti in nazionale ― Croazia | Cronologia completa delle presenze e delle reti in nazionale ― Croazia | Cronologia completa delle presenze e delle reti in nazionale ― Croazia | Cronologia completa delle presenze e delle reti in nazionale ― Croazia | Cronologia completa delle presenze e delle reti in nazionale ― Croazia | Cronologia completa delle presenze e delle reti in nazionale ― Croazia | Cronologia completa delle presenze e delle reti in nazionale ― Croazia |
| Data                                                                   | Città                                                                  | In casa                                                                | Risultato                                                              | Ospiti                                                                 | Competizione                                                           | Reti                                                                   | Note                                                                   |
| ---------------------------------------------------------------------- | ---------------------------------------------------------------------- | ---------------------------------------------------------------------- | ---------------------------------------------------------------------- | ---------------------------------------------------------------------- | ---------------------------------------------------------------------- | ---------------------------------------------------------------------- | ---------------------------------------------------------------------- |
| 14-8-2013                                                              | Vaduz                                                                  | Liechtenstein                                                          | 2 – 3                                                                  | Croazia                                                                | Amichevole                                                             | -                                                                      | 46’                                                                    |
| 10-9-2013                                                              | Jeonju                                                                 | Corea del Sud                                                          | 1 – 2                                                                  | Croazia                                                                | Amichevole                                                             | -                                                                      | 46’                                                                    |
| 10-10-2015                                                             | Zagabria                                                               | Croazia                                                                | 3 – 0                                                                  | Bulgaria                                                               | Qual. Euro 2016                                                        | -                                                                      |                                                                        |
| 13-10-2015                                                             | Ta' Qali                                                               | Malta                                                                  | 0 – 1                                                                  | Croazia                                                                | Qual. Euro 2016                                                        | -                                                                      |                                                                        |
| 17-11-2015                                                             | Rostov                                                                 | Russia                                                                 | 1 – 3                                                                  | Croazia                                                                | Amichevole                                                             | -                                                                      |                                                                        |
| 6-10-2016                                                              | Scutari                                                                | Kosovo                                                                 | 0 – 6                                                                  | Croazia                                                                | Qual. Mondiali 2018                                                    | -                                                                      |                                                                        |
| 9-10-2016                                                              | Tampere                                                                | Finlandia                                                              | 0 – 1                                                                  | Croazia                                                                | Qual. Mondiali 2018                                                    | -                                                                      |                                                                        |
| 12-11-2016                                                             | Zagabria                                                               | Croazia                                                                | 2 – 0                                                                  | Islanda                                                                | Qual. Mondiali 2018                                                    | -                                                                      |                                                                        |
| 15-11-2016                                                             | Belfast                                                                | Irlanda del Nord                                                       | 0 – 3                                                                  | Croazia                                                                | Amichevole                                                             | -                                                                      | 87’                                                                    |
| 11-1-2017                                                              | Nanning                                                                | Cile                                                                   | 1 – 1                                                                  | Croazia                                                                | Amichevole                                                             | -                                                                      | cap.                                                                   |
| 15-1-2017                                                              | Nanning                                                                | Cina                                                                   | 1 – 1                                                                  | Croazia                                                                | Amichevole                                                             | -                                                                      | cap.                                                                   |
| 24-3-2017                                                              | Zagabria                                                               | Croazia                                                                | 1 – 0                                                                  | Ucraina                                                                | Qual. Mondiali 2018                                                    | -                                                                      |                                                                        |
| 28-3-2017                                                              | Tallinn                                                                | Estonia                                                                | 3 – 0                                                                  | Croazia                                                                | Amichevole                                                             | -                                                                      | 58’                                                                    |
| 11-6-2017                                                              | Reykjavík                                                              | Islanda                                                                | 1 – 0                                                                  | Croazia                                                                | Qual. Mondiali 2018                                                    | -                                                                      |                                                                        |
| 2-9-2017                                                               | Zagabria                                                               | Croazia                                                                | 1 – 0                                                                  | Kosovo                                                                 | Qual. Mondiali 2018                                                    | -                                                                      | 90’                                                                    |
| 5-9-2017                                                               | Eskişehir                                                              | Turchia                                                                | 1 – 0                                                                  | Croazia                                                                | Qual. Mondiali 2018                                                    | -                                                                      |                                                                        |
| 6-10-2017                                                              | Fiume                                                                  | Croazia                                                                | 1 – 1                                                                  | Finlandia                                                              | Qual. Mondiali 2018                                                    | -                                                                      |                                                                        |
| 9-10-2017                                                              | Kiev                                                                   | Ucraina                                                                | 0 – 2                                                                  | Croazia                                                                | Qual. Mondiali 2018                                                    | -                                                                      | 86’                                                                    |
| 27-3-2018                                                              | Arlington                                                              | Messico                                                                | 0 – 1                                                                  | Croazia                                                                | Amichevole                                                             | -                                                                      |                                                                        |
| 26-6-2018                                                              | Rostov                                                                 | Islanda                                                                | 1 – 2                                                                  | Croazia                                                                | Mondiali 2018 - 1º turno                                               | -                                                                      |                                                                        |
| 1-7-2018                                                               | Nižnij Novgorod                                                        | Croazia                                                                | 1 – 1 dts (3 – 2 dtr)                                                  | Danimarca                                                              | Mondiali 2018 - Ottavi di finale                                       | -                                                                      | 51’                                                                    |
| 7-7-2018                                                               | Soči                                                                   | Russia                                                                 | 2 – 2 dts (3 – 4 dtr)                                                  | Croazia                                                                | Mondiali 2018 - Quarti di finale                                       | -                                                                      | 74’ 114’                                                               |
| 11-7-2018                                                              | Mosca                                                                  | Croazia                                                                | 2 – 1 dts                                                              | Inghilterra                                                            | Mondiali 2018 - Semifinale                                             | -                                                                      | 95’                                                                    |
| 11-9-2018                                                              | Elche                                                                  | Spagna                                                                 | 6 – 0                                                                  | Croazia                                                                | UEFA Nations League 2018-2019 - 1º turno                               | -                                                                      |                                                                        |
| 12-10-2018                                                             | Fiume                                                                  | Croazia                                                                | 0 – 0                                                                  | Inghilterra                                                            | UEFA Nations League 2018-2019 - 1º turno                               | -                                                                      |                                                                        |
| 15-10-2018                                                             | Fiume                                                                  | Croazia                                                                | 2 – 1                                                                  | Giordania                                                              | Amichevole                                                             | -                                                                      | 46’                                                                    |
| Totale                                                                 |                                                                        | Presenze                                                               | 26                                                                     |                                                                        | Reti                                                                   | 0                                                                      |                                                                        |

## Palmarès

### Club
- Campionato croato: 5

Dinamo Zagabria: 2011-2012, 2012-2013, 2013-2014, 2014-2015, 2015-2016
- Coppa di Croazia: 3

Dinamo Zagabria: 2011-2012, 2014-2015, 2015-2016
- Supercoppa di Croazia: 2

Dinamo Zagabria: 2010, 2013
- Supercoppa d'Ucraina: 1

Dinamo Kiev: 2018, 2019
- Coppa d'Ucraina: 1

Dinamo Kiev: 2019-2020